# 1841
Промислова революція •  Національно-визвольні рухи • Робітничий рух •  Російська імперія

## Геополітична ситуація
У Росії править імператор Микола I (до 1855). Російській імперії належить більша частина України, значна частина Польщі, Грузія, Закавказзя, Фінляндія, Аляска, Волощина та Молдова. Україну розділено між двома державами — Королівство Галичини та Володимирії належить Австрії, Правобережжя, Лівобережжя та Крим — Російській імперії.
В Османській імперії править султан Абдул-Меджид I (до 1861). Під владою османів перебувають Близький Схід та Єгипет, Середземноморське узбережжя Північної Африки, Болгарія. Васалами османів є Сербія та Боснія.
Австрійську імперію очолює Фердинанд I (до 1848). Вона охоплює, крім власне австрійських земель, Угорщину з Хорватією, Трансильванію, Богемію, Північну Італію. Короля Пруссії — Фрідріха-Вільгельма III змінив Фрідріх-Вільгельм IV (до 1861). Баварське королівство очолює Людвіг I (до 1848). Австрія, Пруссія, Баварія та інші німецькомовні держави об'єднані в Німецький союз.
У Франції королює Луї-Філіпп I (до 1848). Франція має колонії в Алжирі, Карибському басейні, Південній Америці та Індії. На троні Іспанії сидить Ізабелла II (до 1868). Королівству Іспанія належать частина островів Карибського басейну, Філіппіни. Королева Португалії — Марія II (до 1853). Португалія має володіння в Африці, Індії, Індійському океані й Індонезії.
У Великій Британії триває Вікторіанська епоха — править королева Вікторія (до 1901). Британія має колонії в Північній Америці, на Карибах та в Індії. Королівство Нідерланди очолює Віллем II (до 1849). Король Данії та Норвегії — Фредерік VII (до 1863), на шведському троні сидить Карл XIV Юхан Бернадот (до 1844). Італія розділена між Австрією та Королівством Обох Сицилій. Існує Папська держава з центром у Римі.
Бразильську імперію очолює Педру II (до 1889). Посаду президента США обіймає Джон Тайлер. Територія на півночі північноамериканського континенту, Провінції Канади, належить Великій Британії, територія на півдні та заході континенту належить Мексиці.
В Ірані при владі Каджари. Британська Ост-Індійська компанія захопила контроль майже над усім Індостаном. У Пенджабі існує Сикхська держава. У Бірмі править династія Конбаун, у В'єтнамі — династія Нгуєн. У Китаї володарює Династія Цін. У Японії триває період Едо.

## Події

### В Україні
- У Київському універстеті відкрився медичний факультет, який став університетом Богомольця. Значна частина перших професорів факультету переїхала з Вільна.

### У світі
- Упродовж року тривали:
  - Перша опіумна війна.
  - Перша англо-афганська війна.
- 26 січня Велика Британія окупувала Гонконг.
- 10 лютого проголошено провінцію Канади.
- У лютому Сальвадор отримав міжнародно визнану незалежність.
- 4 березня Вільям Генрі Гаррісон приніс присягу президента США.
- 4 квітня Вільям Генрі Гаррісон помер від запалення легенів. Його заступив віцепрезидент Джон Тайлер.
- 24 вересня Саравак відколовся від Брунею. Раджею став Джеймс Брук.

### У суспільному житті
- 5 липня англійський підприємець Томас Кук організував подорож для 570 осіб у поїзді, де пасажирам було надано комплекс послуг, що стало початком комерційного туризму.
- 17 липня вийшов перший номер англійського гумористичного журналу «Панч».
- Уперше в США згадується День Бабака.
- Засновано Фордгемський університет.
- Засновано Університет Квінз у Канаді.

### У науці
- Ежен-Мелькіор Пеліго виділив Уран.
- Засновано Лондонське хімічне товариство.
- Медаль Коплі отримав Георг Ом.

### У мистецтві
- Фенімор Купер надрукував роман «Звіробій».
- Чарлз Дікенс видав роман «Крамниця старожитностей» окремою книгою.
- Едгар Аллан По написав оповідання «Вбивства на вулиці Морг», яке вважається першим детективом.
- Відбулася прем'єра балету «Жизель» Адама.

## Народились
Див. також Категорія:Народились 1841
- 2 січня — Рильський Тадей Розеславович, український культурно-освітній діяч, народознавець.
- 3 січня — Лятошинський Борис Миколайович, український композитор (пом. 1968).
- 15 січня — Куїнджі Архип Іванович, український живописець.
- 28 січня — Ключевський Василь Осипович, російський історик.
- 25 лютого — П'єр-Огюст Ренуар, французький художник-імпресіоніст, графік і скульптор (пом. 1919).

- 17 березня — Маруся Вольвачівна, українська поетеса, письменниця, громадсько-культурна діячка.

- 13 липня — Отто Ваґнер, австрійський архітектор, майстер стилю модерн (пом. 1918).
- 25 серпня — Еміль Кохер, австрійський хірург, лауреат Нобелівської премії (пом. 1909).

- 8 вересня — Антонін Дворжак, чеський альтист, піаніст, диригент, композитор.
- 28 вересня — Жорж Клемансо, французький політик, прем'єр-міністр Франції (1906–1909, 1917–1920).
- 30 вересня — Михайло Драгоманов — український історик, літературознавець, фольклорист, економіст, філософ, громадський діяч.
- 10 листопада — князь Олександр Долгоруков, державний діяч Російської імперії, уродженець Чернігівської області.

## Померли
Див. також Категорія:Померли 1841
- 4 квітня — Вільям Генрі Гаррісон, 9-й президент США (1841)
- 15 липня — Лермонтов Михайло Юрійович, російський поет
- 9 жовтня — Карл Фрідріх Шинкель, німецький архітектор, художник (*1781).